# Ньюкаслский собор
Собор Святого Николая (англ. St Nicholas Cathedral), более известный как Ньюкаслский собор (англ. Newcastle Cathedral) — кафедральный собор Церкви Англии в городе Ньюкасл-апон-Тайн. Является главной церковью самого северного диоцеза в Англии — Ньюкасла и резиденцией епископа.
Церковь была основана в 1091 году одновременно с близлежащим замком. Нормандская церковь сгорела в 1216 году. Возведение нынешнего здания в стиле перпендикулярной готики XIV века было завершено в 1350 году. Отличительная особенность — изящная фонарь-башня XV века. В 1777 году церковь была сильно отреставрирована. В 1882 году преобразована в собор.
Является вторым по высоте зданием религиозного назначения в Ньюкасле и шестым по высоте городским сооружением.
Самым известным священником собора был шотландский реформатор Джон Нокс, который служил здесь с конца 1550 года до 2 февраля 1553 года.
В Ньюкасл-апон-Тайне есть и католический собор Святой Марии.

## История

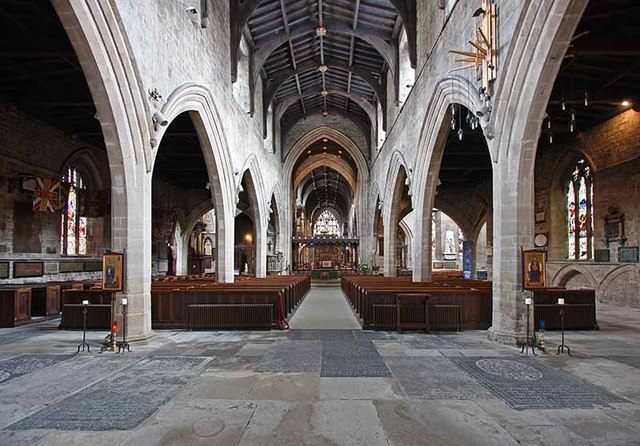
Неф
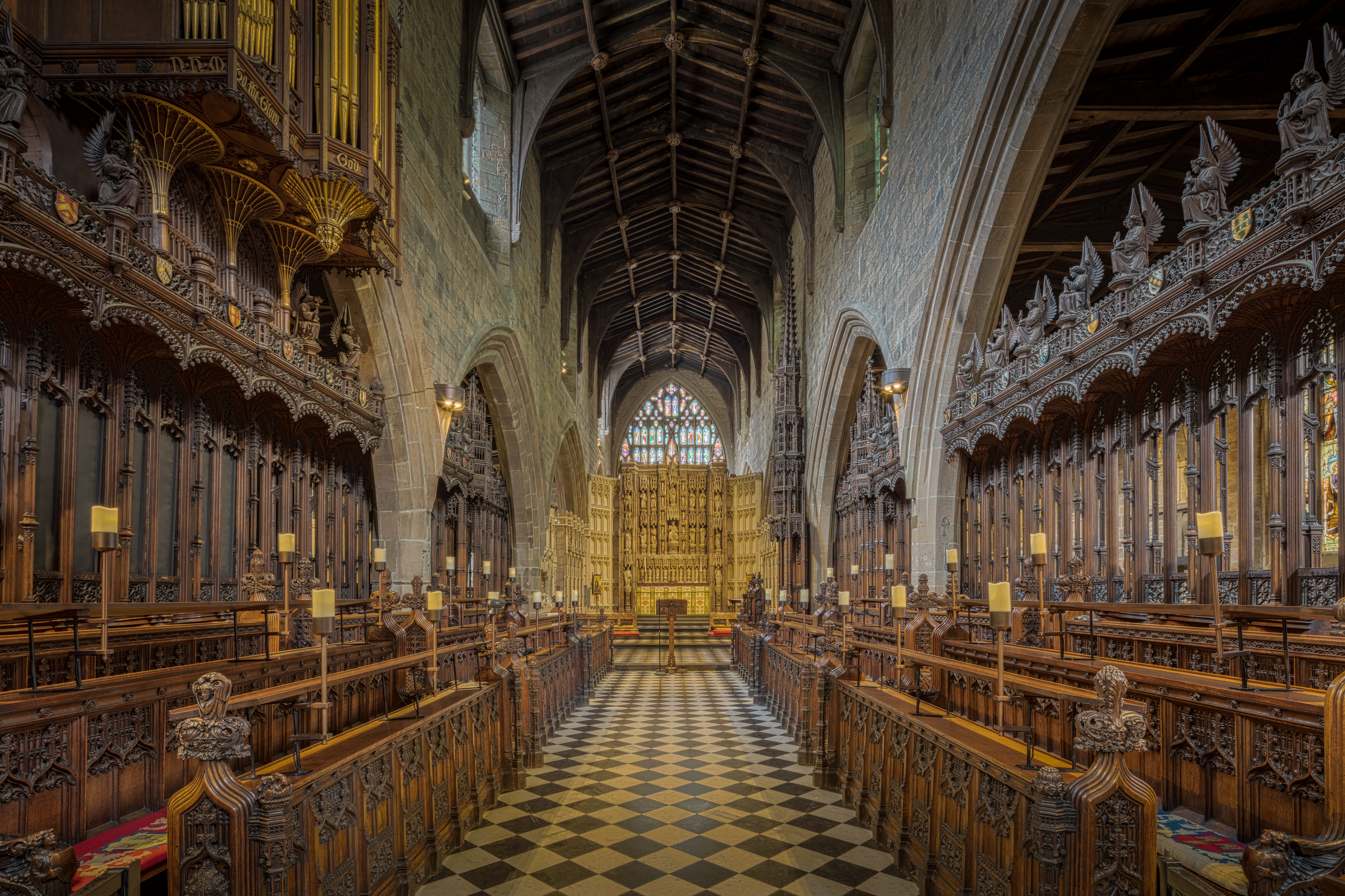
Хоры
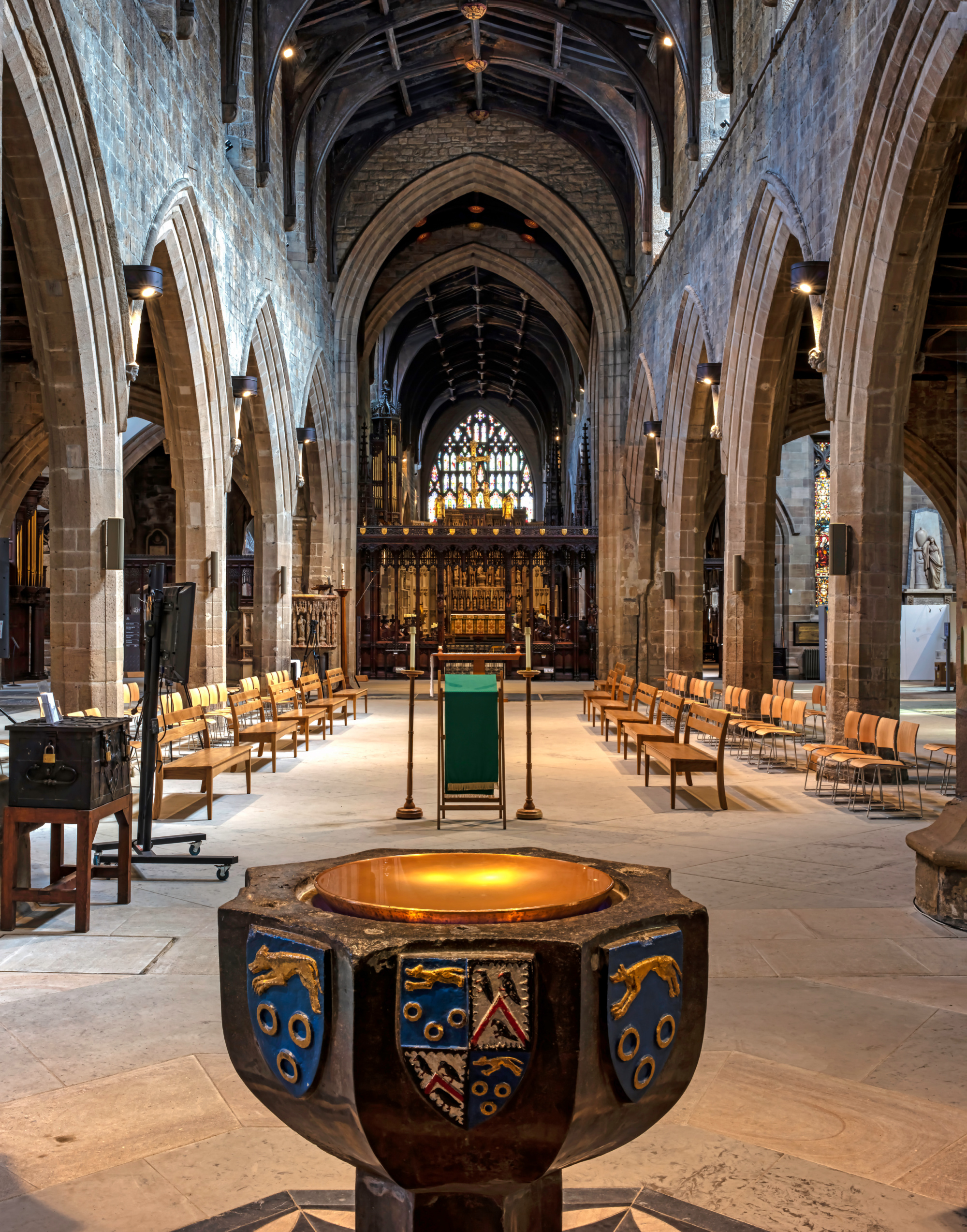
Вид из нефа к востоку после реконструкции 2020/21 гг.

Собор посвящён покровителю моряков святому Николаю, возможно, потому что расположен на северных возвышенностях над рекой Тайн. Первоначально это была приходская церковь, построенная в 1091 году недалеко от проходящего через Ньюкасл Вала Адриана, который, вероятно, проходил через кладбище на юге. К сожалению, точная трассировка римских укреплений в центре города ныне не известна. К югу от собора находится выстроенный на римских фундаментах замок Ньюкасл, который и дал городу имя. Римский форт на этом месте охранял мост Элия через Тайн. Нормандская церковь уничтожена пожаром в 1216 году, а нынешнее здание было построено в 1350 году.
В середине XIX века население Ньюкасла резко выросло, что повлекло за собой строительство более 20 новых церквей в пригородах. По мере того, как Ньюкасл продолжал расти, назревало и отделение диоцеза от Дарема. В 1882 году был образован диоцез Ньюкасла с кафедральным собором Святого Николая. В том же году Ньюкасл стал городом.
Собор примечателен своей необычной башней с фонарём, которая была построена в 1448 году. На протяжении сотен лет она служила на Тайне основным маяком для судов. У основания размеры башни составляют 11,2×11,0 м², высота до вершины шпиля достигает 60 м. На углах фонаря расположены позолоченные статуи Адама, поедающего яблоко, Евы с яблоком, Аарон в облачении епископа и Давид с арфой. Реставрации башни происходили в 1645, 1723 и 1761 годах, а в 1777 устроен молниеотвод. В 1860-х годах обнаружено, что башня наклоняется и в ней развиваются трещины, поэтому к ней были пристроены два портика-контрфорса, с помощью которых осадку удалось остановить. Из-за этого наклона внутри церкви деревянный балдахин над купелью висит криво.
Интерьер церкви сильно пострадал от шотландцев, ненадолго захвативших город в 1640 году. В 1644 году шотландцы, осаждая город, грозились расстрелять башню из пушек, но сэр Джон Марли предотвратил вандализм, поместив в башне шотландских военнопленных.
В 2020 и 2021 годах из-за эпидемии собор закрывался, но реставрационные работы не прервались. Были убраны викторианского времени скамьи, устроен тёплый пол, вход в церковь с восточной стороны, и отреставрировано около 130 надгробий на кладбище. Церковь открылась 12 августа 2021 года.

## Элементы интерьера

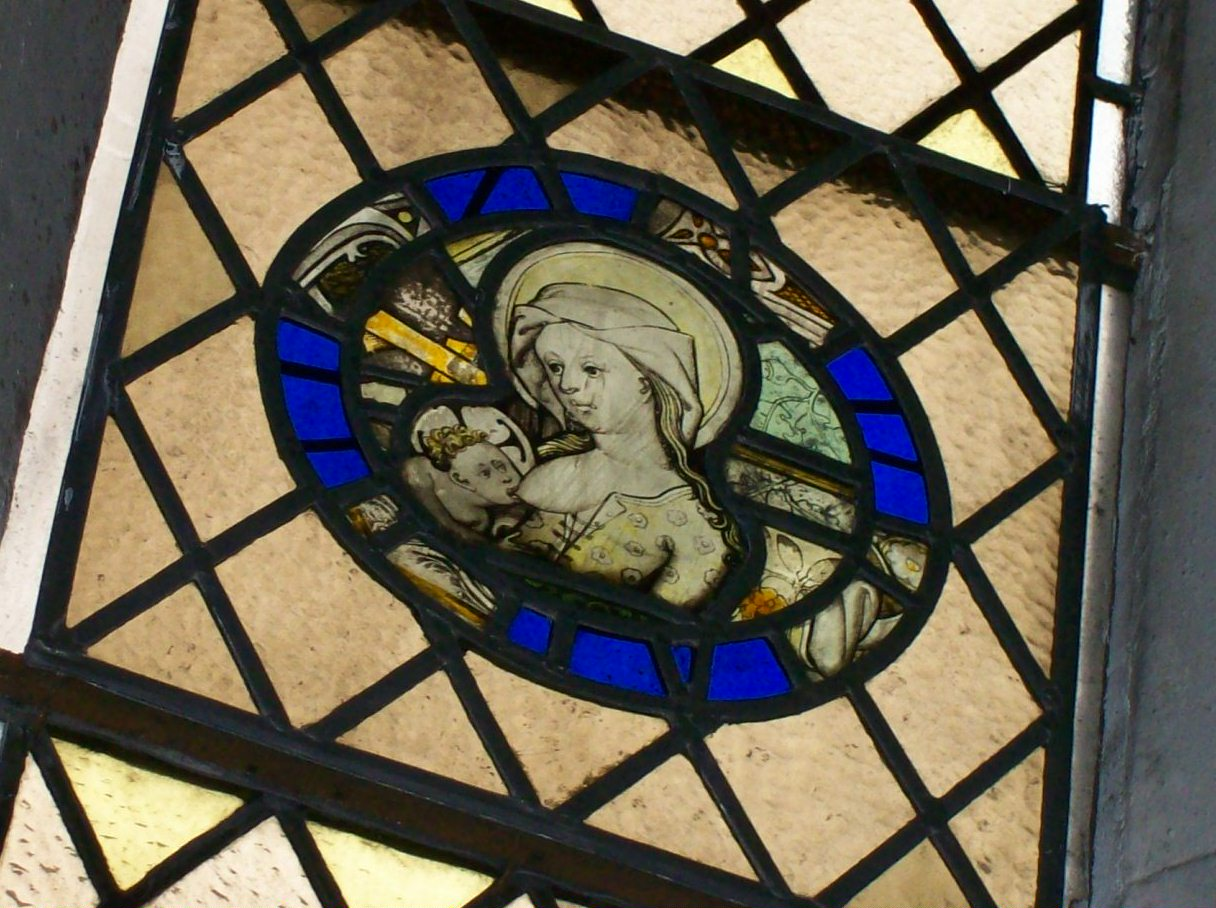
Средневековый витраж Мадонны с младенцем

Неф был заново обустроен в начале XX века, после того, как церковь стала собором. Этим занимался местный мастер Ральф Хедли, художник и резчик. На алтаре изображён Христос во славе со скипетром и державой в окружении евангелистов.
В соборе расположен тонкой работы мраморный памятник адмиралу Коллингвуду (1748—1810), который принял командование в Трафальгарской битве после гибели Нельсона, на который ежегодно 21 октября возлагают венок. Коллингвуд был крещён и обвенчан в этой церкви.
Только в капелле св. Маргариты сохраняется единственный оставшийся в церкви средневековый витраж, на нём изображена Мадонна, кормящая младенца, остальные оригинальные витражи утрачены в ходе гражданской войны, и существующие датируются XVIII веком и позднее. В капелле св. Георга можно видеть витражи рубежа веков в память о двоих передовых местных промышленниках, умерших в 1931 году. В другом окне, посвящённом Парсонсу, изображена построенная им яхта «Турбиния», движимая изобретённой им паровой турбиной, которой он ошеломил всех посетителей морской выставки 1897 года.
Самое старое надгробие в соборе датируется XIII веком и принадлежит неизвестному рыцарю, вероятно, придворному Эдуарда I. Это один из старейших предметов в церкви. Под «Торнтоновой медью» (плоскорельефное латунное надгробие в полу) лежал неподалёку в церкви Всех Святых Роджер Торнтон (†1430) с женой, который был успешным торговцем, трижды мэром Ньюкасла, многажды — членом парламента, и большим благотворителем церкви. Будучи высокого художественного уровня, Торнтонова медь ― фламандского происхождения, датируется не позднее 1441 года (возможно, и ранее 1429) и считается крупнейшим латунным надгробием в Соединённом Королевстве; теперь она экспонируется вертикально на дальней стороне алтаря, лицом к восточному окну. Реплика была ранее уложена близ северной двери для традиционного снятия бумажных копий методом натирания рельефа углём или графитом.
К северу от собора в 1903 году в память пятисотлетия института шерифов Ньюкасла установлена бронзовая статуя королевы Виктории скульптора Альфреда Гилберта. Её преподнёс городу в дар семикратный мэр Ньюкасла W. H. Stephenson.

## Музыка

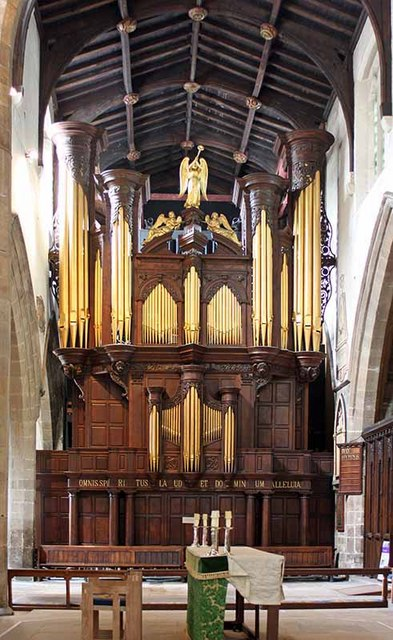
Орган в северном трансепте

На башне собора находится звонница из двенадцати колоколов, в которой тенор весит почти две тонны, и три колокола XV века, в один из которых («Святой Николай») звонят во время ежедневных служб. В 1999 году прибавлен второй дискант («Гавриил»), после чего стало возможно пользоваться десятью голосами. Бурдон «Мэр» весит почти шесть тонн и отбивает часы враскачку.
Музыкальные традиции в соборе крепки. Ещё в 1503 году принцесса Маргарита, дочь Генриха VII, обручённая с Яковом IV Шотландским, по дороге на север отмечает в дневнике, что видела множество детей, певших мелодично гимны, аккомпанируя себе на различных инструментах. Соборный хор выступает на радио и записывается.

### Орган
Первый известный орган построен в церкви св. Николая в 1670 году Гаррисом-старшим. Он состоял из 17 регистров на двух мануалах. Корпус этого органа сохранился, причём восточный фасад стал центральной частью органа трансепта, а прежний западный фасад смотрит теперь на восток в капеллу св. Георга. В 1767 году Шнецлер перестроил его в трёхмануальный, в 1814 году органом занимались эдинбуржцы «Вуд, Смолл и Ко», в 1839 ― Брюс, в 1844 ― местный мастер Джон Никольсон. В результате получился 28-регистровый инструмент (от 16-футовых, в том числе два регистра в педали).
Около 1880 года Lewis & Co использовал старый орган в составе нового четырёхмануального 58-регистрового (от 32-футовых) инструмента с пневматической трактурой. Типичный для Льюиса «мужественный» хоровой подраздел простирался от Двойных Открытых до семи регистров микстур. Уже в 1911 году фирма Harrison & Harrison перестроила орган в эдвардианском стиле, доведя число регистров до 76 и переместив Хоровый подраздел ближе к консоли. Той же фирмой орган ремонтировался в 1954 году, а вустерская фирма «Никольсон и Ко» занималась им в 1981-м, в результате чего получился 96-регистровый орган с 61-клавишными мануалами и 32-клавишной педалью. Корпуса его располагаются на северной стене хоров и в северном трансепте, имеется передвижная консоль.
Известный композитор эпохи барокко Чарльз Эйвисен (1709—1770) был в церкви органистом и хормейстером.